# آموزشگاه
آموزشگاه به محیطی گفته می‌شود که در آن به آموزش افراد پرداخته شود.
دو نوع آموزشگاه وجود دارد:
- آموزشگاه حقیقی: مانند موسیقی،[۱] ورزشی، فنی و حرفه‌ای، زبانهای خارجی، آشپزی، علوم رایانه آموزشگاه تعلیم رانندگی
- آموزشگاه مجازی: آموزشگاه‌هایی که وجود خارجی ندارند و برای ارتباط با مخاطب خود از فناوری استفاده می‌کنند مانند اینترنت و رایانه، کتاب‌های الکترونیک، آموزشهای اینترنتی و… امروزه آموزشگاه‌های مجازی به دلیل کم هزینه بودن در حال محبوب تر شدن در بین ملت‌های مختلف است.

## انواع آموزشگاه بر اساس نوع مدیریت و کارکرد
آموزشگاه‌ها بر اساس کار کرد به سه دسته‌بندی زیر تقسیم می‌شوند:

### آموزشگاه آزاد
این آموزشگاه‌ها همان‌طور که از نامشان مشخص است، به صورت کاملاً خصوصی مدیریت شده و تدریس در آن‌ها نیز بر اساس استانداردها و سیاست‌های کاری از قبل مشخص شده صورت می‌گیرد. در ایران اغلب آموزشگاه‌های زبان از این الگو پیروی می‌کنند. اغلب دوره‌های آموزشی در این آموزشگاه‌ها تدریس شده و برای کسب مدرک مورد نظر معمولاً به سازمان‌ها و ارگان‌های مورد نظر مانند سازمان فنی حرفه ای ارجاع داده می‌شوند.

### آموزشگاه‌های نیمه دولتی
این نوع از آموزشگاه‌ها که از نظر تعداد کمتر از آموزشگاه‌های آزاد هستند، اغلب زیر نظر سازمان‌ها، ارگان‌ها و مدارس و موسسات دولتی مدیریت می‌شوند، آموزشگاه‌هایی که مدارک سازمان فنی حرفه ای را ارئه می‌دهند، همچنین مدارس غیرانتفاعی و غیردولتی، در این دسته از آموزشگاه‌ها قرار می‌گیرند.

### آموزشگاه‌های دولتی
آموزشگاه‌هایی که به صورت کامل تحت نظر سازمان‌های دولتی مانند آموزش و پرورش مدیریت می‌شوند. مدارس دولتی را می‌توان یک نمونه بارز این نوع آموزشگاه‌های دولتی مثال زد.